# Thomas Davenport (dominikanin)
Thomas Davenport (ur. 1982 w Mount Clemens) – amerykański dominikanin, fizyk, filozof nauki, autor publikacji na temat relacji wiary i nauki.

## Życiorys
Urodził się w 1982 roku w Mount Clemens w stanie Mischigen. Jako syn oficera armii Stanów Zjednoczonych musiał w swoim dzieciństwie wielokrotnie zmieniać miejsce zamieszkania. Ostatecznie ukończył szkołę średnią w północnej Wirginii. Następnie Studiował fizykę na California Institute of Technology i uzyskał stopień doktora z fizyki na Uniwersytecie Stanforda zajmując się teoretyczną fizyką cząstek elementarnych. Jego badania naukowe koncentrują się na pisaniu i testowaniu symulacji dla zderzaczy cząstek o wysokiej energii, takich jak Wielki Zderzacz Hadronów w CERN. 
W roku 2010 wstąpił do zakonu dominikańskiego. Przygotowując się do prezbiteratu studiował filozofię i teologię. Sakrament święceń kapłańskich przyjął w 2017 roku. Uzyskał licencjat z filozofii na Katolickim Uniwersytecie Ameryki, w którym podjął tematykę filozofii nauki oraz filozofii przyrody. W następnych latach został adiunktem fizyki w Providence College, gdzie zaczął prowadzić wykłady i wznowił program badawczy z zakresu fizyki cząstek elementarnych. Występował na wielu forach poświęconych związkom między wiarą a nauką, w tym współuczestniczył w projekcie Thomistic Evolution. Organizował konferencje na temat nauki i filozofii w ramach Thomistic Institute. 
Na Angelicum od 2020 roku pracuje nad drugim doktoratem - tym razem z filozofii - oraz wykłada filozofię przyrody i epistemologię. W końcu kwietnia 2022 roku odbył podróż po Polsce, podczas której wygłosił wykłady na Katolickim Uniwersytecie Lubelskim oraz Uniwersytecie Jagiellońskim. W 2023 r. wystąpił na konferencji Society of Catholic Scientists omawiająć filozoficzne tło doktryny o transsubstancjacji i jej tajemniczości w kontekście nauki - zarówno współczesnej, jak i starożytnej. 19 lipca 2024 r. o. Thomas Davenport  wygłosił wykład w Dominican House of Studies, poświęcony roli promieniowania elektromagnetycznego w tomistycznej koncepcji natury, w którym omówił właściwości światła - wraz z historycznymi interpretacjami św. Tomasza z Akwinu - oraz interakcje jego z materią z perspektywy klasycznej i kwantowej. 
Aktualnie jest zaangażowany w międzynarodowy projekt dotyczący relacji nauki i religii w ramach Thomistic Institute. 